# Zeke
Gli Zeke sono un gruppo hardcore punk formato a Seattle, negli Stati Uniti d'America, nel 1992.

## Storia
Gli Zeke pubblicarono il loro primo singolo, West Seattle Acid Party, nel 1993. Dopo alcuni dischi prodotti dall'etichetta indipendente Scooch Pooch Records, il gruppo firmò un contratto con la Epitaph nel 1998 che li rese celebri a livello internazionale.
Attualmente gli Zeke sono prodotti dalla Relapse Records.

## Discografia parziale

### Album in studio
- 1995 - Super Sound Racing
- 1996 - Flat Tracker
- 1998 - Kicked in the Teeth
- 2000 - Dirty Sanchez
- 2001 - Death Alley
- 2003 - Live and Uncensored
- 2004 - Till the Livin' End
- 2018 - Hellbender

### Album dal vivo
- 1997 - Pig